# Gadella imberbis
Gadella imberbis är en fiskart som först beskrevs av Vaillant, 1888.  Gadella imberbis ingår i släktet Gadella och familjen Moridae. Inga underarter finns listade i Catalogue of Life.